# 納帕尼 (印第安納州)
納帕尼（英語：Nappanee）是一個位於美國印第安納州埃爾克哈特縣與科西阿斯科縣的城市。

## 人口
根據2010年美國人口普查的數據，納帕尼的面積為11.46平方千米，均為陸地。當地共有人口6,648人，而人口密度為每平方千米580.1人。